# مانويل دوبرول
مانويل دوبرول Manuel Dubrulle (من مواليد 11 يناير 1972) هو لاعب كرة ريشة فرنسي متقاعد. 
فاز بـ 14 بطولة وطنية فرنسية في زوجي الرجال وزوجي المختلط، ونحو خمسة عشر لقبًا دوليًا. عمل بعد تقاعده مدربا للمنتخبات الوطنية في عام 2005. داخل النخبة العالمية، كان مانويل دوبرول معروفًا أيضًا بالاسم المستعار "الممسحة" the wiper، وهو لقب أطلق عليه بسبب قدرته الاستثنائية على الحركة في الخلفية. ويقوم حاليًا بالتدريب في نادي كرة الريشة تريبيس. 